# Fântânele, Prahova
Fântânele (în trecut, Mazili) este satul de reședință al comunei cu același nume din județul Prahova, Muntenia, România.

## Istorie
Prima atestare documentară a localității datează din 15 iunie 1499 când domnitorul Radu cel Mare care dădea un hrisov de întărire boierului domniei mele, jupân Chicoș, cu fiii lui și fiicele lui, anume Stanca și Visa și Rada cu fiii lor și oricâți fii sau fiice ce i-ar lăsa Dumnezeu jupânului Chicoș, ca să-i fie în Fîntînele și în Plăcicoi și în Gugești și în Cîrnu și Cerih și în Milești, oricâte sînt părțile jupânului Chicoș și țiganii, anume Mîndrea cu copiii săi și Dăluța cu copiii săi, pentru că sînt acele sate toate și țiganii veche și dreaptă ocină, dedină a jupânului Chicoș .